# Horace Herwegh
Horace Herwegh (* 28. Dezember 1843 in Paris; † 23. April 1901 in Paris.) war ein deutsch-schweizerisch-französischer Ingenieur. Literarische Berühmtheit erhielt er durch den Briefwechsel seines Vaters Georg Herwegh mit dem Präsidenten des eidgenössischen Schulrats Johann Karl Kappeler.

## Leben
Horace Herwegh wurde als ältester Sohn von Georg Herwegh und Emma Herwegh in der Zeit deren Pariser Exils geboren. Nach der Niederschlagung der Badischen Revolution flüchtete die Familie in die Schweiz und ließ sich 1851 in Zürich nieder. Hier besuchte er das Polytechnikum und schloss sich dem Corps Rhenania an, bei dem er im Juni 1862 rezipiert wurde. Wegen eines Vergehens gegen das Duellverbot erhielt Herwegh im Sommer 1863 lediglich eine strenge Ermahnung, hatte er doch bis dahin stets gute Studienleistungen vorzuweisen. Am 22. Dezember 1863 kam es dann jedoch zu seiner Relegation „wegen Duell und Unfleiß“.
Durch diesen Verweis vom Polytechnikum kam es zu einem ersten Brief Georg Herweghs an den Schulratspräsidenten Kappeler, in dem er den Vorwurf des Unfleißes und die schlechten Quartalsnoten als Racheakt des Schuldirektors Pompejus Bolley dafür anprangerte, dass sein Sohn niemals den Namen seines Gegenduellanten preisgegeben hätte. Dem eidgenössischen Schulrat hielt er vor, dass er „nur die Macht, u. nicht das Recht [gehabt habe], alle Grundsätze der Humanität so mit Füssen zu treten, wie er gethan, u. einen Studirenden, der fünfjährige gute Zeugnisse aufzuweisen hat, mit einer solchen Nachrede […] aus der Anstalt zu entlassen.“
Die Relegation wurde nicht zurückgenommen, die Noten wurden nicht geändert. Dennoch schrieb Georg Herwegh einen zweiten Brief an den Schulratspräsidenten, der im Stil eines politischen Pamphlets mit den Aussagen, es sei ehrenhaft von seinem Sohn gewesen, „seinen Gegner im Duell nicht wie ein feiger Schulknabe seinem Schulpascha zu denunzieren“ sowie „Hoffentlich wird es mein Sohn auch künftig allen Bolleys der Welt gegenüber so halten“, endet.
Horace Herwegh setzte sein Studium in Berlin fort, während sich in den nächsten Monaten die Zustände am Polytechnikum verschärften und am 2. August 1864 in dem Auszug der Studenten nach Rapperswil gipfelten. Ende 1865 nahm er, auch auf Anraten seiner Mutter, eine Stelle als  Ingenieur in den USA an. Die Schweiz verließ er am 27. September 1865. Aus Amerika zurückgekehrt hatte er Anstellungen an verschiedenen Orten in Europa. Am 20. September 1870 heiratete er in Zagreb Aurelie von Grymaenz. Der Sohn Camille-Horace wurde am 4. September 1873 in Donnersmark geboren. Später ließ er sich mit seiner Familie in Paris nieder und nahm 1884 die französische Staatsbürgerschaft an.